# Cancellaria thomasiana
Cancellaria thomasiana is een slakkensoort uit de familie van de Cancellariidae. De wetenschappelijke naam van de soort is voor het eerst geldig gepubliceerd in 1861 door Crosse.